# Катериновка (Катериновская сельская община)
Катериновка (укр. Катеринівка) — село, центр Катериновской сельской общины Кропивницкого района Кировоградской области Украины.
Население по переписи 2001 года составляло 893 человека. Почтовый индекс — 27630. Телефонный код — 522. Код КОАТУУ — 3522585802.